# Copa do Mundo FIFA Sub-20 de 2013
A Copa do Mundo FIFA Sub-20 de 2013 foi a 19ª edição do torneio organizado pela Federação Internacional de Futebol (FIFA) que foi realizado na Turquia entre os dias 21 de junho a 13 de julho com a participação de 24 seleções.
Com a não-classificação de Argentina e Brasil para este campeonato, esta foi a primeira Copa do Mundo de todos os tempos – contando sub-17, sub-20 e profissional – sem a presença de pelo menos um dos dois rivais sul-americanos.
A França conquistou o título pela primeira vez na história ao vencer o Uruguai na disputa por pênaltis por 4–1, após empate em zero a zero no tempo normal e prorrogação.

## Qualificação
| Confederação                                  | Torneio qualificatório                  | Classificado(s)                                   |
| --------------------------------------------- | --------------------------------------- | ------------------------------------------------- |
| AFC (Ásia)                                    | Campeonato Asiático Sub-19 de 2012      | Coreia do Sul Iraque Austrália Uzbequistão        |
| CAF (África)                                  | Campeonato Juvenil Africano de 2013     | Egito Gana Mali Nigéria                           |
| CONCACAF (América do Norte, Central e Caribe) | Campeonato Sub-20 da CONCACAF de 2013   | México Estados Unidos El Salvador Cuba            |
| CONMEBOL (América do Sul)                     | Campeonato Sul-Americano Sub-20 de 2013 | Colômbia Paraguai Uruguai Chile                   |
| OFC (Oceania)                                 | Campeonato Sub-20 da OFC de 2013        | Nova Zelândia                                     |
| UEFA (Europa)                                 | Campeonato Europeu Sub-19 de 2012       | Espanha Grécia Inglaterra França Croácia Portugal |
| Anfitrião                                     | Anfitrião                               | Turquia                                           |

## Sedes
Estas são as cidades que sediaram os jogos da Copa do Mundo Sub-20 na Turquia.
| Gaziantepe                                                                                           | Gaziantepe           | Gaziantepe           | Antália                         | Antália                         | Antália                         | Trebizonda                | Trebizonda                | Trebizonda                | Rize                           | Rize                           | Rize                           |
| --- | -------------------- | -------------------- | ------------------------------- | ------------------------------- | ------------------------------- | ------------------------- | ------------------------- | ------------------------- | ------------------------------ | ------------------------------ | ------------------------------ |
| Estádio Kamil Ocak                                                                                   | Estádio Kamil Ocak   | Estádio Kamil Ocak   | Estádio da Universidade Akdeniz | Estádio da Universidade Akdeniz | Estádio da Universidade Akdeniz | Estádio Hüseyin Avni Aker | Estádio Hüseyin Avni Aker | Estádio Hüseyin Avni Aker | Novo Estádio Municipal de Rize | Novo Estádio Municipal de Rize | Novo Estádio Municipal de Rize |
| Capacidade: 16 981                                                                                   | Capacidade: 16 981   | Capacidade: 16 981   | Capacidade: 7 083               | Capacidade: 7 083               | Capacidade: 7 083               | Capacidade: 24 169        | Capacidade: 24 169        | Capacidade: 24 169        | Capacidade: 15 558             | Capacidade: 15 558             | Capacidade: 15 558             |
| |                      |                      |                                 |                                 |                                 |                           |                           |                           |                                |                                |                                |
| Antália Bursa Caiseri Gaziantepe Istambul Rize TrebizondaCopa do Mundo FIFA Sub-20 de 2013 (Turquia) |                      |                      |                                 |                                 |                                 |                           |                           |                           |                                |                                |                                |
| Istambul                                                                                             | Istambul             | Istambul             | Caiseri                         | Caiseri                         | Caiseri                         | Bursa                     | Bursa                     | Bursa                     |                                |                                |                                |
| Estádio Türk Telekom                                                                                 | Estádio Türk Telekom | Estádio Türk Telekom | Estádio Kadir Has               | Estádio Kadir Has               | Estádio Kadir Has               | Estádio Atatürk de Bursa  | Estádio Atatürk de Bursa  | Estádio Atatürk de Bursa  |                                |                                |                                |
| Capacidade: 52 695                                                                                   | Capacidade: 52 695   | Capacidade: 52 695   | Capacidade: 32 864              | Capacidade: 32 864              | Capacidade: 32 864              | Capacidade: 25 661        | Capacidade: 25 661        | Capacidade: 25 661        |                                |                                |                                |
| |                      |                      |                                 |                                 |                                 |                           |                           |                           |                                |                                |                                |

## Arbitragem
Esta é a lista de árbitros e assistentes que atuaram no Mundial:
| Árbitros              | Assistentes                                    |
| AFC                   | AFC                                            |
| --------------------- | ---------------------------------------------- |
| IRN Alireza Faghani   | IRN Hassan Kamranifar IRN Reza Sokhandan       |
| BHR Nawaf Shukralla   | BHR Yaser Tulefat BHR Ebrahim Saleh            |
| AUS Benjamin Williams | AUS Matthew Cream AUS Hakan Anaz               |
| CAF                   |                                                |
| CMR Néant Alioum      | CMR Evarist Menkouande NGA Peter Edibe         |
| CIV Noumandiez Doué   | CIV Songuifolo Yeo BDI Jean Claude Birumushahu |
| GAM Bakary Gassama    | ERI Angeson Ogbamariam RWA Felicien Kabanda    |
| CONCACAF              |                                                |
| MEX Roberto García    | MEX José Luis Camargo MEX Alberto Morín        |
| GUA Walter López      | CRC Leonel Leal GUA Gerson López               |
| PAN Roberto Moreno    | PAN Daniel Williamson NCA Keytzel Corrales     |
| OFC                   |                                                |
| NZL Peter O'Leary     | NZL Jan Hendrik Hintz FIJ Ravinesh Kumar       |

| Árbitros            | Assistentes                                  |
| CONMEBOL            | CONMEBOL                                     |
| ------------------- | -------------------------------------------- |
| PAR Antonio Arias   | PAR Rodney Aquino PAR Carlos Cáceres         |
| PER Víctor Carrillo | PER Jonny Bossío PER César Escano            |
| COL Wilmar Roldán   | COL Humberto Clavijo COL Eduardo Díaz        |
| BRA Sandro Ricci    | BRA Alessandro Rocha BRA Emerson de Carvalho |
| ECU Carlos Vera     | ECU Christian Lescano ECU Byron Romero       |
| UEFA                |                                              |
| TUR Cüneyt Çakır    | TUR Bahattin Duran TUR Tarık Ongun           |
| SWE Jonas Eriksson  | SWE Mathias Klasenius SWE Daniel Wärnmark    |
| HUN Viktor Kassai   | HUN Gábor Erős HUN István Albert             |
| FRA Stéphane Lannoy | FRA Frédéric Cano FRA Michaël Annonier       |
| SRB Milorad Mažić   | SRB Milovan Ristić SRB Dalibor Đurđević      |
| ITA Nicola Rizzoli  | ITA Renato Faverani ITA Andrea Stefani       |
| SVN Damir Skomina   | SVN Matej Žunič SVN Bojan Ul                 |
| ESP Alberto Undiano | ESP Raúl Cabanero ESP Roberto Díaz           |

## Transmissão
Em Portugal, o torneio foi emitido pela RTP e pela Eurosport. No Brasil, os direitos de transmissão pertenceram aos canais SporTV e Rede Bandeirantes.

## Sorteio
O sorteio final foi realizado em 25 de março de 2013 em Istambul.
Em 12 de fevereiro de 2013, a FIFA anunciou como aconteceria o sorteio. Os 24 times foram divididos em quatro potes:
- Pote 1: Campeões continentais das seis confederações
- Pote 2: Seleções restantes da AFC e CAF
- Pote 3: Seleções restantes da CONCACAF e CONMEBOL
- Pote 4: Seleções restantes da UEFA (incluindo a Turquia)

Como a qualificação africana ainda não havia sido finalizada à época do sorteio, um novo sorteio foi realizado a 30 de março em Orã (Argélia), para determinar os grupos das seleções classificadas em segundo, terceiro e quarto lugar no continente africano.
| Pote 1                                                                             | Pote 2                                            | Pote 3                                                 | Pote 4                                                                   |
| ---------------------------------------------------------------------------------- | ------------------------------------------------- | ------------------------------------------------------ | ------------------------------------------------------------------------ |
| Coreia do Sul Egito¹ México Colômbia Nova Zelândia¹ Espanha (atribuído ao grupo A) | Austrália Iraque Uzbequistão Gana¹ Mali¹ Nigéria¹ | Cuba El Salvador Estados Unidos Chile Paraguai Uruguai | Croácia Inglaterra França Grécia Portugal Turquia (atribuído ao grupo C) |

¹Seleções não previstas à época do sorteio.

## Fase de grupos
|  | Equipes classificadas às oitavas de final               |
|  | Equipes classificadas como melhores terceiros colocados |
|  | Equipes eliminadas                                      |

Todas as partidas seguiram o fuso horário local (UTC+3).

### Grupo A
| Pos. | Seleção        | P | J | V | E | D | GP | GC | SG |
| ---- | -------------- | - | - | - | - | - | -- | -- | -- |
| 1    | Espanha        | 9 | 3 | 3 | 0 | 0 | 7  | 2  | +5 |
| 2    | França         | 4 | 3 | 1 | 1 | 1 | 5  | 4  | +1 |
| 3    | Gana           | 3 | 3 | 1 | 0 | 2 | 5  | 5  | 0  |
| 4    | Estados Unidos | 1 | 3 | 0 | 1 | 2 | 3  | 9  | –6 |

| 21 de junho | França                                    | 3 – 1     | Gana       | Estádio Türk Telekom, Istambul            |
| 18:00       | Kondogbia 65' · Sanogo 68' · Bahebeck 79' | Relatório | Boakye 85' | Público: 4 133 Árbitro: COL Wilmar Roldán |

| 21 de junho | Estados Unidos | 1 – 4     | Espanha                          | Estádio Türk Telekom, Istambul             |
| 21:00       | Gil 77'        | Relatório | Jesé 5', 44' · Deulofeu 42', 61' | Público: 4 133 Árbitro: GAM Bakary Gassama |

| 24 de junho | França           | 1 – 1     | Estados Unidos | Estádio Türk Telekom, Istambul          |
| 18:00       | Sanogo 48' (pen) | Relatório | Cuevas 85'     | Público: 4 120 Árbitro: ECU Carlos Vera |

| 24 de junho | Espanha  | 1 – 0     | Gana | Estádio Türk Telekom, Istambul                |
| 21:00       | Jesé 13' | Relatório |      | Público: 4 120 Árbitro: AUS Benjamin Williams |

| 27 de junho | Espanha                     | 2 – 1     | França     | Estádio Türk Telekom, Istambul             |
| 20:00       | Paco Alcácer 23' · Jesé 56' | Relatório | Vion 90+1' | Público: 7 511 Árbitro: SWE Jonas Eriksson |

| 27 de junho | Gana                                           | 4 – 1     | Estados Unidos | Estádio Kadir Has, Caiseri                  |
| 20:00       | Acheampong 38' · Assifuah 58', 78' · Ashia 83' | Relatório | O'Neill 69'    | Público: 4 873 Árbitro: BHR Nawaf Shukralla |

### Grupo B
| Pos. | Seleção       | P | J | V | E | D | GP | GC | SG |
| ---- | ------------- | - | - | - | - | - | -- | -- | -- |
| 1    | Portugal      | 7 | 3 | 2 | 1 | 0 | 10 | 4  | +6 |
| 2    | Nigéria       | 6 | 3 | 2 | 0 | 1 | 6  | 3  | +3 |
| 3    | Coreia do Sul | 4 | 3 | 1 | 1 | 1 | 4  | 4  | 0  |
| 4    | Cuba          | 0 | 3 | 0 | 0 | 3 | 1  | 10 | –9 |

| 21 de junho | Cuba     | 1 – 2     | Coreia do Sul                                 | Estádio Kadir Has, Caiseri                |
| 18:00       | Reyes 7' | Relatório | Kwon Chang-hoon 51' (pen) · Ryu Seung-woo 83' | Público: 10 428 Árbitro: TUR Cüneyt Çakır |

| 21 de junho | Nigéria         | 2 – 3     | Portugal                    | Estádio Kadir Has, Caiseri                   |
| 21:00       | Ajagun 57', 67' | Relatório | Bruma 30', 69' · Aladje 34' | Público: 10 428 Árbitro: PER Víctor Carrillo |

| 24 de junho | Cuba | 0 – 3     | Nigéria                    | Estádio Kadir Has, Caiseri                |
| 18:00       |      | Relatório | Umar 19', 23' · Ajagun 67' | Público: 1 058 Árbitro: HUN Viktor Kassai |

| 24 de junho | Portugal              | 2 – 2     | Coreia do Sul                    | Estádio Kadir Has, Caiseri               |
| 21:00       | Aladje 3' · Bruma 60' | Relatório | Ryu Seung-woo 45' · Kim Hyun 76' | Público: 1 058 Árbitro: GUA Walter López |

| 27 de junho | Coreia do Sul | 0 – 1     | Nigéria   | Estádio Türk Telekom, Istambul            |
| 17:00       |               | Relatório | Kayode 9' | Público: 7 511 Árbitro: NZL Peter O'Leary |

| 27 de junho | Portugal                                              | 5 – 0     | Cuba | Estádio Kadir Has, Caiseri                |
| 17:00       | Ricardo 15' · Aladje 37' · Bruma 43', 62' · Tó Zé 69' | Relatório |      | Público: 4 873 Árbitro: COL Wilmar Roldán |

### Grupo C
| Pos. | Seleção     | P | J | V | E | D | GP | GC | SG |
| ---- | ----------- | - | - | - | - | - | -- | -- | -- |
| 1    | Colômbia    | 7 | 3 | 2 | 1 | 0 | 5  | 1  | +4 |
| 2    | Turquia     | 6 | 3 | 2 | 0 | 1 | 5  | 2  | +3 |
| 3    | El Salvador | 3 | 3 | 1 | 0 | 2 | 2  | 7  | –5 |
| 4    | Austrália   | 1 | 3 | 0 | 1 | 2 | 3  | 5  | –2 |

| 22 de junho | Colômbia    | 1 – 1     | Austrália    | Estádio Hüseyin Avni Aker, Trebizonda     |
| 18:00       | Córdoba 78' | Relatório | De Silva 46' | Público: 4 662 Árbitro: SRB Milorad Mažić |

| 22 de junho | Turquia                  | 3 – 0     | El Salvador | Estádio Hüseyin Avni Aker, Trebizonda    |
| 21:00       | Uçan 9' · Şahin 46', 63' | Relatório |             | Público: 4 662 Árbitro: BRA Sandro Ricci |

| 25 de junho | Austrália    | 1 – 2     | El Salvador         | Novo Estádio Municipal de Rize, Rize         |
| 18:00       | Brillante 9' | Relatório | Coca 17' · Peña 40' | Público: 13 015 Árbitro: FRA Stéphane Lannoy |

| 25 de junho | Turquia | 0 – 1     | Colômbia     | Novo Estádio Municipal de Rize, Rize         |
| 21:00       |         | Relatório | Quintero 52' | Público: 13 015 Árbitro: CIV Noumandiez Doué |

| 28 de junho | Austrália    | 1 – 2     | Turquia                      | Estádio Hüseyin Avni Aker, Trebizonda       |
| 21:00       | MacLaren 52' | Relatório | Çalhanoğlu 54' · Yokuşlu 87' | Público: 11 286 Árbitro: MEX Roberto García |

| 28 de junho | El Salvador | 0 – 3     | Colômbia                                          | Estádio Kamil Ocak, Gaziantep            |
| 21:00       |             | Relatório | Rentería 21' · Córdoba 25' (pen) · Quintero 90+2' | Público: 2 000 Árbitro: CMR Néant Alioum |

### Grupo D
| Pos. | Seleção  | P | J | V | E | D | GP | GC | SG |
| ---- | -------- | - | - | - | - | - | -- | -- | -- |
| 1    | Grécia   | 5 | 3 | 1 | 2 | 0 | 3  | 2  | +1 |
| 2    | Paraguai | 5 | 3 | 1 | 2 | 0 | 3  | 2  | +1 |
| 3    | México   | 3 | 3 | 1 | 0 | 2 | 5  | 4  | +1 |
| 4    | Mali     | 2 | 3 | 0 | 2 | 1 | 2  | 5  | –3 |

- Grécia e Paraguai empataram em todos os critérios de classificação (pontos, saldo de gols, gols marcados e confronto direto). Um sorteio determinou suas posições finais no grupo.[11]

| 22 de junho | México          | 1 – 2     | Grécia                        | Estádio Kamil Ocak, Gaziantepe            |
| 18:00       | Espericueta 40' | Relatório | Bouchalakis 16' · Kolovos 88' | Público: 3 000 Árbitro: NZL Peter O'Leary |

| 22 de junho | Paraguai | 1 – 1     | Mali     | Estádio Kamil Ocak, Gaziantepe              |
| 21:00       | Rojas 7' | Relatório | Niane 3' | Público: 3 000 Árbitro: BHR Nawaf Shukralla |

| 25 de junho | México | 0 – 1     | Paraguai     | Estádio Kamil Ocak, Gaziantepe             |
| 18:00       |        | Relatório | González 52' | Público: 1 200 Árbitro: ITA Nicola Rizzoli |

| 25 de junho | Mali | 0 – 0     | Grécia | Estádio Kamil Ocak, Gaziantepe             |
| 21:00       |      | Relatório |        | Público: 1 200 Árbitro: PAN Roberto Moreno |

| 28 de junho | Grécia          | 1 – 1     | Paraguai       | Estádio Hüseyin Avni Aker, Trebizonda       |
| 18:00       | Diamantakos 68' | Relatório | Montenegro 73' | Público: 11 826 Árbitro: GAM Bakary Gassama |

| 28 de junho | Mali       | 1 – 4     | México                                          | Estádio Kamil Ocak, Gaziantepe           |
| 18:00       | Diallo 62' | Relatório | Bueno 2' · Corona 13' · Escoboza 69' · Luna 86' | Público: 2 000 Árbitro: TUR Cüneyt Çakır |

### Grupo E
| Pos. | Seleção    | P | J | V | E | D | GP | GC | SG |
| ---- | ---------- | - | - | - | - | - | -- | -- | -- |
| 1    | Iraque     | 7 | 3 | 2 | 1 | 0 | 6  | 4  | +2 |
| 2    | Chile      | 4 | 3 | 1 | 1 | 1 | 4  | 4  | 0  |
| 3    | Egito      | 3 | 3 | 1 | 0 | 2 | 4  | 4  | 0  |
| 4    | Inglaterra | 2 | 3 | 0 | 2 | 1 | 3  | 5  | –2 |

| 23 de junho | Chile                    | 2 – 1     | Egito       | Estádio da Universidade Akdeniz, Antália   |
| 18:00       | Castillo 25' · Bravo 76' | Relatório | Kahraba 10' | Público: 3 148 Árbitro: SWE Jonas Eriksson |

| 23 de junho | Inglaterra               | 2 – 2     | Iraque                       | Estádio da Universidade Akdeniz, Antália   |
| 21:00       | Coady 41' · Williams 52' | Relatório | Faez 75' (pen) · Adnan 90+3' | Público: 3 148 Árbitro: MEX Roberto García |

| 26 de junho | Chile              | 1 – 1     | Inglaterra | Estádio da Universidade Akdeniz, Antália    |
| 18:00       | Castillo 32' (pen) | Relatório | Kane 64'   | Público: 3 246 Árbitro: IRN Alireza Faghani |

| 26 de junho | Iraque                               | 2 – 1     | Egito    | Estádio da Universidade Akdeniz, Antália  |
| 21:00       | Abdul-Hussein 33' · Abdul-Raheem 79' | Relatório | Koka 27' | Público: 3 246 Árbitro: SVN Damir Skomina |

| 29 de junho | Iraque                 | 2 – 1     | Chile    | Estádio da Universidade Akdeniz, Antália    |
| 21:00       | Kamil 15' · Salman 67' | Relatório | Mora 28' | Público: 2 785 Árbitro: FRA Stéphane Lannoy |

| 29 de junho | Egito                      | 2 – 0     | Inglaterra | Estádio Atatürk de Bursa, Bursa           |
| 21:00       | Trezeguet 79' · Koka 90+3' | Relatório |            | Público: 3 445 Árbitro: PAR Antonio Arias |

### Grupo F
| Pos. | Seleção       | P | J | V | E | D | GP | GC | SG |
| ---- | ------------- | - | - | - | - | - | -- | -- | -- |
| 1    | Croácia       | 7 | 3 | 2 | 1 | 0 | 4  | 2  | +2 |
| 2    | Uruguai       | 6 | 3 | 2 | 0 | 1 | 6  | 1  | +5 |
| 3    | Uzbequistão   | 4 | 3 | 1 | 1 | 1 | 4  | 5  | –1 |
| 4    | Nova Zelândia | 0 | 3 | 0 | 0 | 3 | 1  | 7  | –6 |

| 23 de junho | Nova Zelândia | 0 – 3     | Uzbequistão                                 | Estádio Atatürk de Bursa, Bursa           |
| 17:00       |               | Relatório | Makhstaliev 14' · Sergeev 53' · Turapov 67' | Público: 3 597 Árbitro: PAR Antonio Arias |

| 23 de junho | Uruguai | 0 – 1     | Croácia   | Estádio Atatürk de Bursa, Bursa          |
| 20:00       |         | Relatório | Rebić 41' | Público: 3 597 Árbitro: CMR Néant Alioum |

| 26 de junho | Nova Zelândia | 0 – 2     | Uruguai                      | Estádio Atatürk de Bursa, Bursa             |
| 18:00       |               | Relatório | De Arrascaeta 4' · López 75' | Público: 3 393 Árbitro: ESP Alberto Undiano |

| 26 de junho | Croácia    | 1 – 1     | Uzbequistão   | Estádio Atatürk de Bursa, Bursa             |
| 21:00       | Livaja 65' | Relatório | Rakhmanov 24' | Público: 3 393 Árbitro: PER Víctor Carrillo |

| 29 de junho | Uzbequistão | 0 – 4     | Uruguai                                                    | Estádio da Universidade Akdeniz, Antália  |
| 18:00       |             | Relatório | Gino 38' · López 47' · De Arrascaeta 64' · Bentancourt 77' | Público: 2 785 Árbitro: HUN Viktor Kassai |

| 29 de junho | Croácia                | 2 – 1     | Nova Zelândia    | Estádio Atatürk de Bursa, Bursa          |
| 18:00       | Perica 11' · Rebić 75' | Relatório | Fenton 84' (pen) | Público: 3 445 Árbitro: BRA Sandro Ricci |

### Melhores terceiros classificados
As melhores quatro seleções terceiro colocadas nos grupos também avançam para as oitavas de final.
| Pos. | Seleção       | P | J | V | E | D | GP | GC | SG | Grupo |
| ---- | ------------- | - | - | - | - | - | -- | -- | -- | ----- |
| 1    | Coreia do Sul | 4 | 3 | 1 | 1 | 1 | 4  | 4  | 0  | B     |
| 2    | Uzbequistão   | 4 | 3 | 1 | 1 | 1 | 4  | 5  | –1 | F     |
| 3    | México        | 3 | 3 | 1 | 0 | 2 | 5  | 4  | +1 | D     |
| 4    | Gana          | 3 | 3 | 1 | 0 | 2 | 5  | 5  | 0  | A     |
| 5    | Egito         | 3 | 3 | 1 | 0 | 2 | 4  | 4  | 0  | E     |
| 6    | El Salvador   | 3 | 3 | 1 | 0 | 2 | 2  | 7  | –5 | C     |

## Fase final

### Esquema
|  | Oitavas de final        | Oitavas de final      |                          |       | Quartas de final | Quartas de final |                        |                        | Semifinais | Semifinais |  |  | Final | Final |
|  |                         |                       |                          |       |                  |                  |                        |                        |            |            |  |  |       |       |
|  | 2 de julho – Gaziantepe |                       |                          |       |                  |                  |                        |                        |            |            |  |  |       |       |
|  |                         |                       |                          |       |                  |                  |                        |                        |            |            |  |  |       |       |
|  | França                  | 4                     |                          |       |                  |                  |                        |                        |            |            |  |  |       |       |
|  | França                  | 4                     | 6 de julho – Rize        |       |                  |                  |                        |                        |            |            |  |  |       |       |
|  | Turquia                 | 1                     |                          |       |                  |                  |                        |                        |            |            |  |  |       |       |
|  | Turquia                 | 1                     | França                   | 4     |                  |                  |                        |                        |            |            |  |  |       |       |
|  | 2 de julho – Gaziantepe |                       | França                   | 4     |                  |                  |                        |                        |            |            |  |  |       |       |
|  |                         | Uzbequistão           | 0                        |       |                  |                  |                        |                        |            |            |  |  |       |       |
|  | Grécia                  | Uzbequistão           | 0                        | 1     |                  |                  |                        |                        |            |            |  |  |       |       |
|  | Grécia                  |                       | 10 de julho – Bursa      | 1     |                  |                  |                        |                        |            |            |  |  |       |       |
|  | Uzbequistão             | 3                     |                          |       |                  |                  |                        |                        |            |            |  |  |       |       |
|  | Uzbequistão             | 3                     | França                   | 2     |                  |                  |                        |                        |            |            |  |  |       |       |
|  | 3 de julho – Caiseri    |                       | França                   | 2     |                  |                  |                        |                        |            |            |  |  |       |       |
|  |                         | Gana                  | 1                        |       |                  |                  |                        |                        |            |            |  |  |       |       |
|  | Portugal                | Gana                  | 1                        | 2     |                  |                  |                        |                        |            |            |  |  |       |       |
|  | Portugal                | 7 de julho – Istambul |                          | 2     |                  |                  |                        |                        |            |            |  |  |       |       |
|  | Gana                    | 3                     |                          |       |                  |                  |                        |                        |            |            |  |  |       |       |
|  | Gana                    | 3                     | Gana (pro)               | 4     |                  |                  |                        |                        |            |            |  |  |       |       |
|  | 3 de julho – Bursa      |                       | Gana (pro)               | 4     |                  |                  |                        |                        |            |            |  |  |       |       |
|  |                         | Chile                 | 3                        |       |                  |                  |                        |                        |            |            |  |  |       |       |
|  | Croácia                 | Chile                 | 3                        | 0     |                  |                  |                        |                        |            |            |  |  |       |       |
|  | Croácia                 |                       | 13 de julho – Istambul   | 0     |                  |                  |                        |                        |            |            |  |  |       |       |
|  | Chile                   | 2                     |                          |       |                  |                  |                        |                        |            |            |  |  |       |       |
|  | Chile                   | 2                     | França (pen)             | 0 (4) |                  |                  |                        |                        |            |            |  |  |       |       |
|  | 3 de julho – Antália    |                       | França (pen)             | 0 (4) |                  |                  |                        |                        |            |            |  |  |       |       |
|  |                         | Uruguai               | 0 (1)                    |       |                  |                  |                        |                        |            |            |  |  |       |       |
|  | Iraque (pro)            | Uruguai               | 0 (1)                    | 1     |                  |                  |                        |                        |            |            |  |  |       |       |
|  | Iraque (pro)            | 7 de julho – Caiseri  |                          | 1     |                  |                  |                        |                        |            |            |  |  |       |       |
|  | Paraguai                | 0                     |                          |       |                  |                  |                        |                        |            |            |  |  |       |       |
|  | Paraguai                | 0                     | Iraque (pen)             | 3 (5) |                  |                  |                        |                        |            |            |  |  |       |       |
|  | 3 de julho – Trebizonda |                       | Iraque (pen)             | 3 (5) |                  |                  |                        |                        |            |            |  |  |       |       |
|  |                         | Coreia do Sul         | 3 (4)                    |       |                  |                  |                        |                        |            |            |  |  |       |       |
|  | Colômbia                | Coreia do Sul         | 3 (4)                    | 1 (7) |                  |                  |                        |                        |            |            |  |  |       |       |
|  | Colômbia                |                       | 10 de julho – Trebizonda | 1 (7) |                  |                  |                        |                        |            |            |  |  |       |       |
|  | Coreia do Sul (pen)     | 1 (8)                 |                          |       |                  |                  |                        |                        |            |            |  |  |       |       |
|  | Coreia do Sul (pen)     | 1 (8)                 | Iraque                   | 1 (6) |                  |                  |                        |                        |            |            |  |  |       |       |
|  | 2 de julho – Istambul   |                       | Iraque                   | 1 (6) |                  |                  |                        |                        |            |            |  |  |       |       |
|  |                         | Uruguai (pen)         | 1 (7)                    |       | Terceiro lugar   | Terceiro lugar   |                        |                        |            |            |  |  |       |       |
|  | Nigéria                 | Uruguai (pen)         | 1 (7)                    | 1     | Terceiro lugar   | Terceiro lugar   |                        |                        |            |            |  |  |       |       |
|  | Nigéria                 | 6 de julho – Bursa    | 6 de julho – Bursa       | 1     |                  |                  | 13 de julho – Istambul | 13 de julho – Istambul |            |            |  |  |       |       |
|  | Uruguai                 | 6 de julho – Bursa    | 6 de julho – Bursa       | 2     |                  |                  | 13 de julho – Istambul | 13 de julho – Istambul |            |            |  |  |       |       |
|  | Uruguai                 | Uruguai (pro)         | 1                        | 2     | Gana             | 3                |                        |                        |            |            |  |  |       |       |
|  | 2 de julho – Istambul   | Uruguai (pro)         | 1                        |       | Gana             | 3                |                        |                        |            |            |  |  |       |       |
|  |                         | Espanha               | 0                        |       | Iraque           | 0                |                        |                        |            |            |  |  |       |       |
|  | Espanha                 | Espanha               | 0                        | 2     | Iraque           | 0                |                        |                        |            |            |  |  |       |       |
|  | Espanha                 |                       |                          | 2     |                  |                  |                        |                        |            |            |  |  |       |       |
|  | México                  | 1                     |                          |       |                  |                  |                        |                        |            |            |  |  |       |       |
|  | México                  | 1                     |                          |       |                  |                  |                        |                        |            |            |  |  |       |       |

### Oitavas de final
| 2 de julho | Espanha              | 2 – 1     | México      | Estádio Türk Telekom, Istambul              |
| 18:00      | Derik 74' · Jesé 90' | Relatório | González 2' | Público: 7 211 Árbitro: IRN Alireza Faghani |

| 2 de julho | Grécia               | 1 – 3     | Uzbequistão                                               | Estádio Kamil Ocak, Gaziantepe               |
| 18:00      | Stafylidis 33' (pen) | Relatório | Makhstaliev 26' · Sergeev 62' (pen) · Rakhmanov 83' (pen) | Público: 14 800 Árbitro: CIV Noumandiez Doué |

| 2 de julho | Nigéria    | 1 – 2     | Uruguai              | Estádio Türk Telekom, Istambul            |
| 21:00      | Kayode 69' | Relatório | López 65', 84' (pen) | Público: 7 211 Árbitro: SRB Milorad Mažić |

| 2 de julho | França                                                   | 4 – 1     | Turquia   | Estádio Kamil Ocak, Gaziantepe               |
| 21:00      | Kondogbia 18' · Bahebeck 34' · Sanogo 67' · Veretout 73' | Relatório | Bakış 77' | Público: 14 800 Árbitro: ESP Alberto Undiano |

| 3 de julho | Portugal                          | 2 – 3     | Gana                               | Estádio Kadir Has, Caiseri              |
| 18:00      | Tiago Ferreira 71' · Edgar Ié 73' | Relatório | Ashia 19' · Anaba 79' · Boakye 85' | Público: 4 977 Árbitro: ECU Carlos Vera |

| 3 de julho | Croácia | 0 – 2     | Chile                               | Estádio Atatürk de Bursa, Bursa          |
| 18:00      |         | Relatório | Castillo 81' · Šimunović 85' (g.c.) | Público: 2 329 Árbitro: GUA Walter López |

| 3 de julho | Colômbia       | 1 – 1 (pro) | Coreia do Sul   | Estádio Hüseyin Avni Aker, Trebizonda     |
| 21:00      | Quintero 90+4' | Relatório   | Song Ju-hun 16' | Público: 2 362 Árbitro: SVN Damir Skomina |

|                                                                 |       | Penalidades |  |
| Quintero Bonilla Aguilar Borja Pérez Perea Mena Vergara Balanta | 7 – 8 | Woo Joo-sung Song Ju-hun Kim Sun-woo Sim Sang-min Yeon Jei-min Kang Sang-woo Han Sung-gyu Jo Suk-jae Lee Gwang-hoon |  |

| 3 de julho | Iraque     | 1 – 0 (pro) | Paraguai | Estádio da Universidade Akdeniz, Antália   |
| 21:00      | Shakor 94' | Relatório   |          | Público: 2 983 Árbitro: PAN Roberto Moreno |

### Quartas de final
| 6 de julho | França                                                       | 4 – 0     | Uzbequistão | Novo Estádio Municipal de Rize, Rize     |
| 18:00      | Sanogo 31' · Pogba 35' (pen) · Thauvin 43' (pen) · Zouma 64' | Relatório |             | Público: 2 057 Árbitro: BRA Sandro Ricci |

| 6 de julho | Uruguai       | 1 – 0 (pro) | Espanha | Estádio Atatürk de Bursa, Bursa            |
| 21:00      | Avenatti 103' | Relatório   |         | Público: 7 035 Árbitro: MEX Roberto García |

| 7 de julho | Iraque                            | 3 – 3 (pro) | Coreia do Sul                                                     | Estádio Kadir Has, Caiseri                    |
| 18:00      | Faez 21' (pen) · Shakor 42', 118' | Relatório   | Kwon Chang-hoon 25' · Lee Gwang-hoon 50' · Jung Hyun-cheol 120+2' | Público: 5 810 Árbitro: AUS Benjamin Williams |

|                                       |       | Penalidades                                                                    |  |
| Faez Ismail Rubat Shokan Adnan Shakor | 5 – 4 | Kim Sun-woo Yeon Jei-min Han Sung-gyu Sim Sang-min Woo Joo-sung Lee Gwang-hoon |  |

| 7 de julho | Gana                                           | 4 – 3 (pro) | Chile                             | Estádio Türk Telekom, Istambul             |
| 21:00      | Odjer 11' · Assifuah 72', 120+1' · Salifu 113' | Relatório   | Castillo 23' · Henríquez 27', 98' | Público: 6 632 Árbitro: ITA Nicola Rizzoli |

### Semifinais
| 10 de julho | França           | 2 – 1     | Gana         | Estádio Atatürk de Bursa, Bursa             |
| 18:00       | Thauvin 43', 74' | Relatório | Assifuah 47' | Público: 6 314 Árbitro: BHR Nawaf Shukralla |

| 10 de julho | Iraque    | 1 – 1 (pro) | Uruguai   | Estádio Hüseyin Avni Aker, Trebizonda      |
| 21:00       | Adnan 34' | Relatório   | Bueno 87' | Público: 3 188 Árbitro: SWE Jonas Eriksson |

|                                                          |       | Penalidades                                             |  |
| Faez Shokan Kadhim Tariq Adnan Abdul-Raheem Kamil Salman | 6 – 7 | Rodríguez Pais Avenatti Bueno López Rolán Giménez Silva |  |

### Disputa pelo terceiro lugar
| 13 de julho | Gana                                          | 3 – 0     | Iraque | Estádio Türk Telekom, Istambul            |
| 18:00       | Attamah 35' · Assifuah 45+1' · Acheampong 78' | Relatório |        | Público: 20 601 Árbitro: BRA Sandro Ricci |

### Final
| 13 de julho | França | 0 – 0 (pro) | Uruguai | Estádio Türk Telekom, Istambul              |
| 21:00       |        | Relatório   |         | Público: 20 601 Árbitro: MEX Roberto García |

|                                 |       | Penalidades                   |  |
| Pogba Veretout Ngando Foulquier | 4 – 1 | Velázquez De Arrascaeta Olaza |  |

## Premiação
| Copa do Mundo FIFA Sub-20 de 2013 |
| França                            |
| --------------------------------- |
| FRANÇA Campeã (1º título)         |

| Chuteira de Ouro        | Chuteira de Prata | Chuteira de Bronze   |
| ----------------------- | ----------------- | -------------------- |
| GHA Ebenezer Assifuah   | POR Bruma         | ESP Jesé             |
| Bola de Ouro            | Bola de Prata     | Bola de Bronze       |
| FRA Paul Pogba          | URU Nicolás López | GHA Clifford Aboagye |
| Luva de Ouro            |                   |                      |
| URU Guillermo De Amores |                   |                      |
| Troféu FIFA Fair Play   |                   |                      |
| Espanha                 |                   |                      |

## Artilharia
6 gols (1)
- GHA Ebenezer Assifuah

5 gols (2)
- ESP Jesé
- POR Bruma

4 gols (3)
- CHI Nicolás Castillo
- FRA Yaya Sanogo
- URU Nicolás López

3 gols (5)
- COL Juan Fernando Quintero
- FRA Florian Thauvin
- IRQ Farhan Shakor
- NGA Abdul Ajagun
- POR Aladje

2 gols (21)
- CHI Ángelo Henríquez
- COL Jhon Córdoba
- CRO Ante Rebić
- EGY Koka
- ESP Gerard Deulofeu
- FRA Geoffrey Kondogbia
- FRA Jean-Christophe Bahebeck
- GHA Frank Acheampong
- GHA Kennedy Ashia
- GHA Richmond Boakye
- IRQ Ali Adnan Kadhim
- IRQ Ali Faez
- KOR Kwon Chang-hoon
- KOR Ryu Seung-woo
- NGA Aminu Umar
- NGA Olarenwaju Kayode
- TUR Enver Cenk Şahin
- URU Giorgian De Arrascaeta
- UZB Abbosbek Makhstaliev
- UZB Igor Sergeev
- UZB Sardor Rakhmanov

1 gol (66)
- AUS Daniel De Silva
- AUS Jamie Maclaren
- AUS Joshua Brillante
- CHI Christian Bravo
- CHI Felipe Mora
- COL Andrés Rentería
- CRO Marko Livaja
- CRO Stipe Perica
- CUB Maykel Reyes
- EGY Kahraba
- EGY Trezeguet
- ENG Conor Coady
- ENG Harry Kane
- ENG Luke Williams
- ESP Derik
- ESP Paco Alcácer
- FRA Jordan Veretout
- FRA Kurt Zouma
- FRA Paul Pogba
- FRA Thibaut Vion
- GHA Joseph Attamah
- GHA Michael Anaba
- GHA Moses Odjer
- GHA Seidu Salifu
- GRE Andreas Bouchalakis
- GRE Dimitris Diamantakos
- GRE Dimitris Kolovos
- GRE Kostas Stafylidis
- IRQ Ammar Abdul-Hussein
- IRQ Mahdi Kamil
- IRQ Mohannad Abdul-Raheem
- IRQ Saif Salman
- KOR Jung Hyun-cheol
- KOR Kim Hyun
- KOR Lee Gwang-hoon
- KOR Song Joo-hoon
- MEX Arturo González
- MEX Jesús Escoboza
- MEX Jesús Manuel Corona
- MEX Jonathan Espericueta
- MEX Marco Bueno
- MEX Uvaldo Luna
- MLI Adama Niane
- MLI Samba Diallo
- NZL Louis Fenton
- PAR Brian Montenegro
- PAR Derlis González
- PAR Jorge Rojas
- POR Edgar Ié
- POR Ricardo
- POR Tiago Ferreira
- POR Tó Zé
- SLV Diego Coca
- SLV José Peña
- TUR Hakan Çalhanoğlu
- TUR Okay Yokuşlu
- TUR Salih Uçan
- TUR Sinan Bakış
- URU Felipe Avenatti
- URU Federico Gino
- URU Gonzalo Bueno
- URU Rubén Bentancourt
- USA Daniel Cuevas
- USA Luis Gil
- USA Shane O'Neill
- UZB Diyorjon Turapov

Gols contra (1)
- CRO Jozo Šimunović (a favor do Chile)